# 圣依西多禄堂 (罗马)

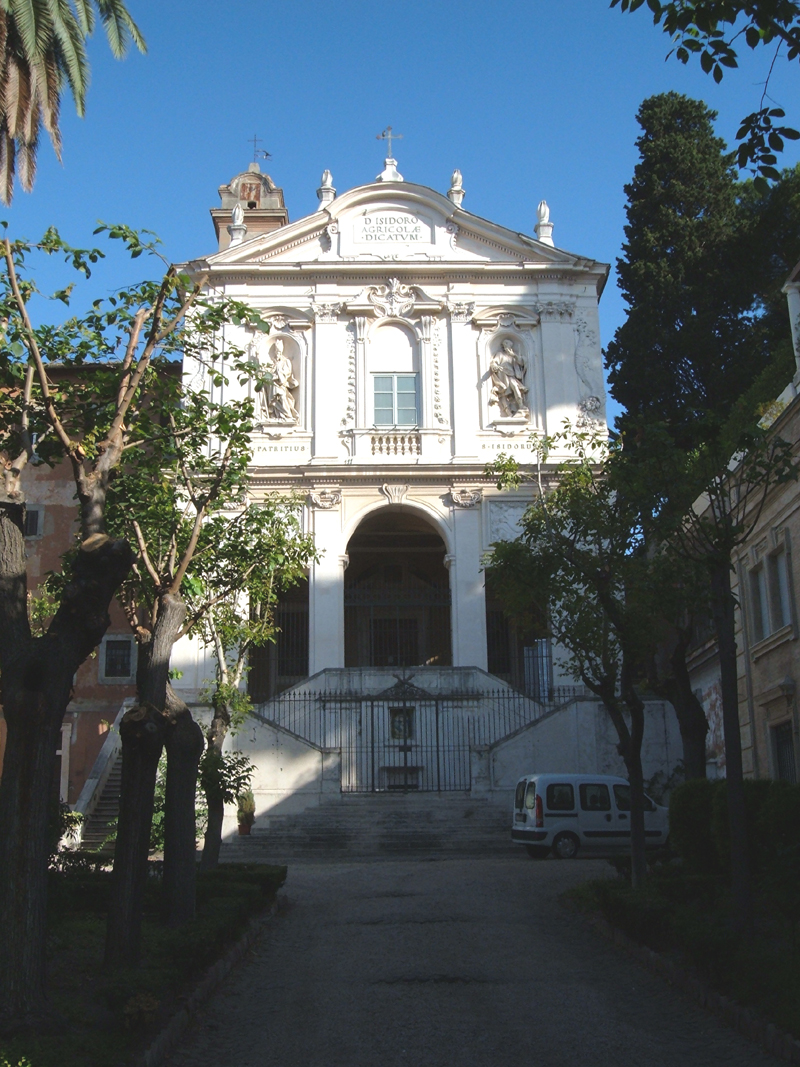
圣依西多禄堂

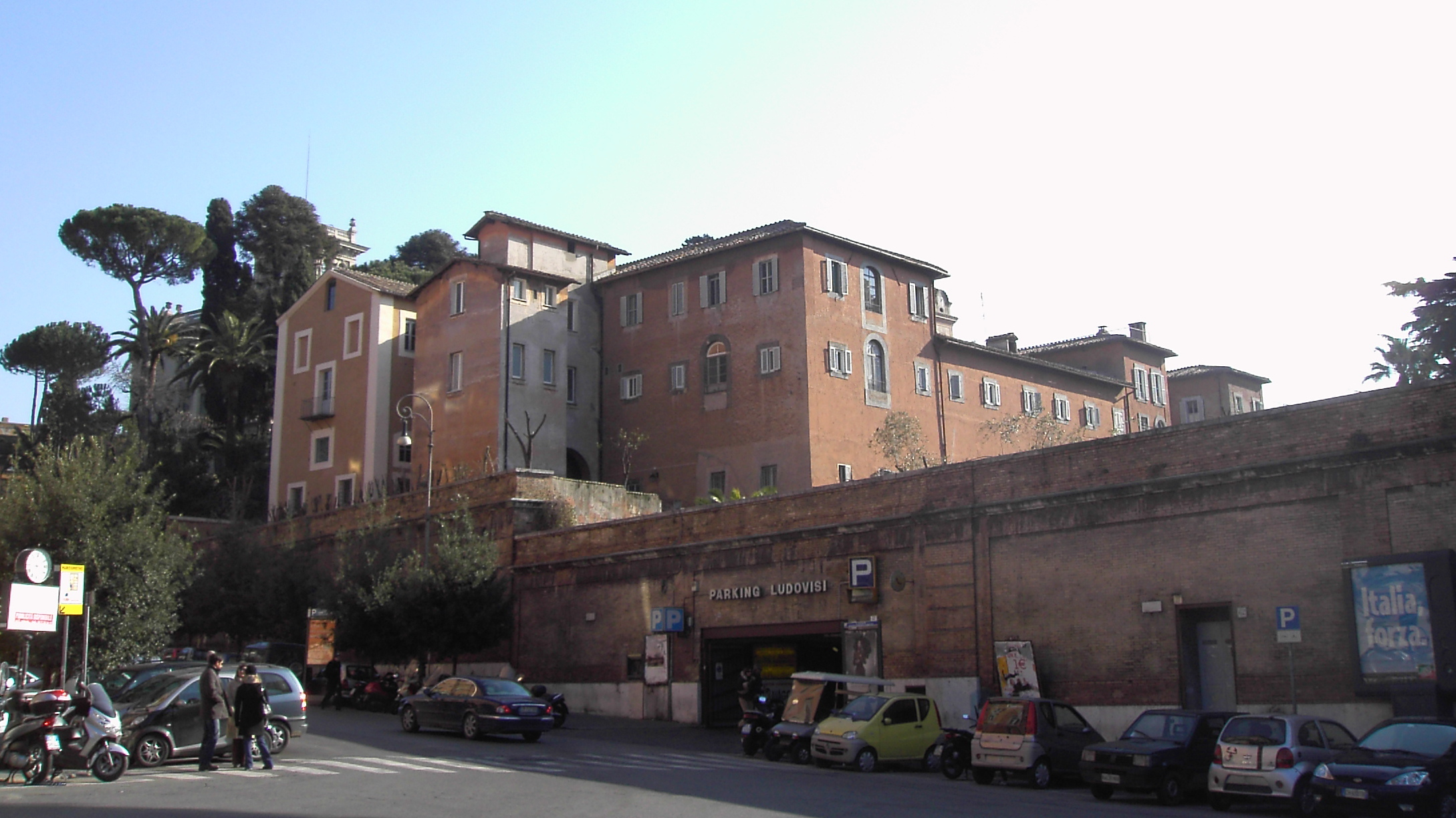
修道院

圣依西多禄堂（Chiesa di Sant’Isidoro a Capo le Case）是一座方济各会修道院和公学，位于罗马卢多维西区的蘋丘。其教堂是爱尔兰在罗马的国家教堂。它包含了由济安·贝尼尼设计的雕塑，他也在此设计了儿子保罗·瓦伦蒂诺·贝尼尼的墓碑。
修建此堂是为了响应额我略十五世在1622年为马德里的圣依西多禄和其他四个圣人的封圣 - 在这一年，一些西班牙方济各会修士抵达罗马，希望建立一所西班牙修道院，并建立一座敬礼圣依西多禄的教堂。但是，两年后，这座教堂和修道院交给了由于由于英国的迫害逃离爱尔兰的爱尔兰方济各会修士。他们由沃亭（Luke Wadding）领导，他创建了一所学校，1625年获教宗乌尔班八世的诏书确认。圣巴特利爵也被加入教堂敬礼对象之列。
在拿破仑一世时代，修道院被解散，拿破仑战败后，修道院得以恢复，直到今日。